# San Pantaleón de Aras
San Pantaleón de Aras es una localidad del municipio de Voto (Cantabria, España). En el año 2008 contaba con una población de 369 habitantes (INE). La localidad se encuentra a 50 metros de altitud sobre el nivel del mar, y a un kilómetro de la capital municipal, Bádames. Entre 1835 y 1840 formó parte del ayuntamiento de Aras antes de reintegrarse en Voto.

## Personajes ilustres
- Gaspar de Alvear y Salazar: conquistador en Nueva Vizcaya (México)
- Nicolás del Ribero: maestro de cantería  del siglo XVI.
- Eva Campaña: Escritora del siglo XIX.

- Datos: Q6119507